# Dave Weldon

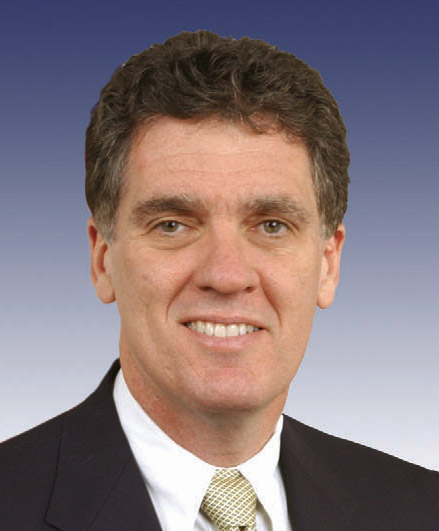
Dave Weldon

David Joseph „Dave“ Weldon (* 31. August 1953 in Amityville, Long Island, New York) ist ein US-amerikanischer Politiker. Zwischen 1995 und 2009 vertrat er den Bundesstaat Florida im US-Repräsentantenhaus.

## Werdegang
Dave Weldon besuchte bis 1971 die Farmington High School und studierte danach bis 1978 an der State University of New York das Fach Biochemie. Bis 1981 besuchte er die medizinische Fakultät dieser Universität. Von 1981 bis 1987 war er Mitglied der US Army, deren Reserve er bis 1992 angehörte. Danach arbeitete er als Arzt für innere Medizin in Florida.
Politisch schloss sich Weldon der Republikanischen Partei an. Bei den Kongresswahlen des Jahres 1994 wurde er im 15. Wahlbezirk von Florida in das US-Repräsentantenhaus in Washington, D.C. gewählt, wo er am 3. Januar 1995 die Nachfolge von Jim Bacchus antrat. Nach sechs Wiederwahlen konnte er bis zum 3. Januar 2009 sieben Legislaturperioden im Kongress absolvieren. Diese waren von den Ereignissen des 11. September 2001 und des Irakkrieges geprägt. Weldon war Mitglied im Bewilligungsausschuss und in zwei von dessen Unterausschüssen. Also bekanntester Erfolg als Gesetzgeber gilt das Weldon Amendment, das eine Benachteiligung von Krankenhäusern und Krankenversicherungen untersagt, die Schwangerschaftsabbrüche nicht anbieten.
Im Jahr 2008 verzichtete Weldon auf eine weitere Kandidatur. Seit seinem Ausscheiden aus dem US-Repräsentantenhaus arbeitet er wieder als Mediziner. Er ist verheiratet und hat zwei Kinder.
In der Senatswahl 2012 kandidierte Weldon, um Florida im Senat der Vereinigten Staaten zu vertreten und unterlag klar Connie Mack in der Vorwahl. Bei den Wahlen 2024 kandidierte er im 32. Wahlkreis für einen Sitz im Repräsentantenhaus von Florida. In der Vorwahl unterlag er mit nur 35 % Debbie Mayfield.
2025 war er in der zweiten Amtszeit von Donald Trump als Leiter der Centers for Disease Control vorgesehen. Die Nominierung wurde unmittelbar vor einer Anhörung im Gesundheitsausschuss des Senats zurückgezogen. Seine skeptischen Ansichten zu Masernimpfungen hatten die Senatoren Bill Cassidy und Susan Collins gegen ihn eingenommen.